# Пеулешть (Біхор)
Пеулешть, Пеулешті (рум. Păulești) — село у повіті Біхор в Румунії. Входить до складу комуни Брустурі.
Село розташоване на відстані 427 км на північний захід від Бухареста, 25 км на північний схід від Ораді, 113 км на північний захід від Клуж-Напоки.

## Населення
За даними перепису населення 2002 року у селі проживали 399 осіб.
Національний склад населення села:
| Національність | Кількість осіб | Відсоток |
| -------------- | -------------- | -------- |
| румуни         | 348            | 87,2%    |
| цигани         | 39             | 9,8%     |
| угорці         | 12             | 3,0%     |

Рідною мовою назвали:
| Мова      | Кількість осіб | Відсоток |
| --------- | -------------- | -------- |
| румунська | 387            | 97,0%    |
| угорська  | 12             | 3,0%     |